# Dr. Stone
Dr. Stone (ドクターストーン?), estilizado como Dr. STONE, es una serie de manga escrita por Riichiro Inagaki e ilustrada por Boichi. La historia cuenta las aventuras de Senku y Taiju, dos adolescentes que se ven atrapados en un mundo posapocalíptico en el que la raza humana se ha convertido en piedra y ellos buscan la manera de revertir la petrificación en la mayor cantidad de personas posibles, para así reconstruir la sociedad tal como la conocieron.
El manga se publica desde el 6 de marzo de 2017 en las páginas de la revista Shūkan Shōnen Jump y está recopilado en veintisiete volúmenes tankōbon. La editorial Ivrea ha licenciado el manga en España y se ha hecho la serie de anime con estreno de julio de 2019. 
La segunda temporada del anime titulada Dr. STONE: Stone Wars fue estrenada el 14 de enero de 2021 y adaptó el clímax de la guerra entre el Reino Científico y el Imperio de Tsukasa. Un especial de televisión que toma lugar entre la segunda y tercera temporada, titulado Dr. STONE: Ryusui, se estrenó el 10 de julio de 2022. La tercera temporada titulada Dr. STONE: New World está dividida en dos partes (cours); la primera parte se emitió desde el 6 de abril de 2023, hasta el 12 de junio de 2023; la segunda parte se estrenó el 12 de octubre de 2023, finalizando el 21 de diciembre de 2023. Se anunció una cuarta y última temporada, titulada Dr. STONE: Science Future, se estrenó el 9 de enero de 2025 y tendrá una duración de tres cursos divididos.

## Argumento
Dr. Stone cuenta la historia de dos adolescentes, Senku y Taiju; Senku se caracteriza por ser sumamente inteligente además de pertenecer al club de química de su escuela mientras que Taiju, no es demasiado inteligente como él, pero lo compensa con su gran fuerza física y que está enamorado de una linda estudiante de nombre Yuzuriha, de la que pretende confesarse. Cuando está por declarar su amor a su compañera de clases, una luz cegadora de origen desconocido provoca que los seres humanos sin excepciones y las golondrinas se conviertan en piedra. Como consecuencia, la sociedad tal como la conocemos y la civilización se desmorona. Pasan miles de años y Taiju finalmente logra liberarse de la petrificación gracias a su amigo Senku el cual pudo liberarse medio año antes y gracias a eso, ahora sabe que están en el 5 de octubre del año 5738, 3700 años después de la petrificación de la raza humana.
Ahora al tanto de lo que sucedió, Senku le revela a Taiju que ha estado trabajando en un disolvente químico con el cual busca liberar a los seres humanos que no hayan sido destruidos (si una estatua humana se destruye, la persona que estuviera petrificada morirá en el acto) de sus prisiones de Piedra. Tras numerosos estudios e intentos fallidos finalmente Senku logra desarrollar la fórmula necesaria para liberar a la raza humana de este estado, usando la fórmula con su amiga Yuzuriha la cual pudo salvarse. Sin embargo, cuando iban a liberar a Yuzuriha, un incidente con un león causó que tuvieran que utilizar la fórmula en otro adolescente llamado Tsukasa el cual es sumamente fuerte como inteligente y logra ayudarlos temporalmente, hasta que descubren que Tsukasa quiere usar la fórmula de Senku para liberar solamente a los humanos más jóvenes y eliminar a los adultos mayores para crear una utopía basada en su ideología del más fuerte y sin utilizar la ciencia. De este modo la historia se divide en dos bandos: Senku busca usar la fórmula para restaurar a la humanidad mientras que Tsukasa quiere crear una civilización desde cero con él como el rey supremo.
Esta rivalidad terminará en la guerra de piedra, que es el principal tema del final de la temporada 1 y la 2. 
La tercera temporada cuenta el viaje del reino científico para descubrir el origen de la petrificación.

## Personajes
Senku Ishigami (石神千空 Ishigami Senkū?)
Seiyu: Yusuke Kobayashi
Senku es el protagonista de la historia. Es un joven extremadamente inteligente que antes de la Petrificación de la humanidad, formaba parte del club de Ciencias Naturales de su escuela. Para poder sobrellevar su estado petrificado y mantenerse consciente, Senku no dejó de contar los segundos en los que duró petrificado, de esta manera pudo liberarse y saber exactamente en qué año estaba y qué era lo que debía hacer. Tras liberar a su amigo Taiju, los dos jóvenes consiguen crear una fórmula con la cual podrán liberar de su confinamiento a las personas que hayan sido petrificadas, siempre y cuando sus cuerpos no hayan sido destruidos. Cuando pretendían usar la fórmula con Yuzuriha, unos leones los atacan y se ven forzados a usar la fórmula primero con otro joven: Shishio Tsukasa, el cual los pone a salvo. Sin embargo las intenciones de Tsukasa quedan al descubierto comenzando una rivalidad entre ambos.
Kohaku (コハク?)
Seiyu: Manami Numakura
Mujer rubia de la aldea Ishigami, Tsukasa la dejó atrapada en un tronco y Senku la rescató. Tiene un gran manejo de las armas, en especial de la espada. A menudo le llaman leona, lo cual le hace enfurecer. Es la hermana menor de Ruri.
Chrome (クロム Kuromu?)
Seiyu: Gen Satō
Es un aldeano de la aldea Ishigami. Anteriormente era hechicero hasta que conoció a Senku. Desde entonces es «cienticero». Lleva una cuerda en la cabeza y suele decir la palabra "Que malote". Se conoce poco de su infancia o su familia, pero se sabe que lleva 8 años coleccionando minerales. Es bastante fiel a Senku y está enamorado de Ruri.
Suika
Seiyu: Karin Takahashi
Niña de la aldea miope, lleva una sandía en la cabeza, la cual ha hecho que la gente no le hablase en años. Es como una hermana menor para Kohaku y Ruri.
Tsukasa Shishio (獅子王 司 Shishiō Tsukasa?)
Seiyu: Yuichi Nakamura
En un principio, Tsukasa se presenta como un aliado de Senku, y más tarde pasa a ser el primer antagonista de la historia. Poseedor de una fuerza y capacidad física extraordinaria, fue revivido por Senku y Taiju para que les salvara de unos leones. 
Debido a un incidente del pasado, Tsukasa tiene un gran odio hacia los adultos, por lo que quiere crear el "Imperio Tsukasa", donde todos sean jóvenes y tengan ideales diferentes a los del antiguo mundo.
Tsukasa es una persona que pocas veces muestra una emoción verdadera, pero que es tremendamente despiadado cuando se trata de alcanzar sus objetivos, llegando incluso a matar vidas inocentes con tal de llegar a su cometido. Tiene una gran rivalidad con Senku, y por lo tanto, con el Reino de la Ciencia. Después de su derrota y la despetrificación de su hermana menor, fue congelado, petrificado y después despetrificado por Senku para salvarlo de la muerte por sus heridas en su batalla con Hyoga, y que más tarde sirva al Reino de la Ciencia.
Hyoga
Mano derecha de Tsukasa, domina la lanza. Aunque coincidía en los ideales básicos de Tsukasa, le traicionó y explotó la cueva del fluido milagroso .
Taiju Oki (大木大樹 Ōki Taiju?)
Seiyu: Makoto Furukawa
Es el mejor amigo de Senku y antes del desastre que petrificó a la humanidad, era un estudiante de secundaria común. El día del desastre se dirigía junto a Yuzuriha a un veterinario pues una golondrina que encontrara al igual que lo hiciera Yuzuriha, estaba petrificada. Al regresar, bajo un árbol de Alicanflor, Taiju estaba por confesar su amor a Yuzuriha cuando una luz que lo cubrió todo, transformó a todos los humanos sin excepciones en piedra. Al despertar 3700 años después, gracias a unas señales que le dejó Senku, logra reencontrarse con él y ambos comienzan a trabajar en su plan para liberar a los demás de sus petrificaciones, comenzando con Yuzuriha la cual se salvó gracias a que se sujetó al árbol.
Yuzuriha Ogawa (小川 杠  Ogawa Yuzuriha?)
Seiyu: Kana Ichinose
Amiga de la infancia de Senku y Taiju. Es especialista en manualidades. Taiju está enamorado de ella desde siempre. El día de la petrificación se reunió con Taiju en un árbol de Alicanflor e iba a ser testigo de una declaración de amor por parte de Taiju. No pudo escuchar todo lo que Taiju quería decirle a causa del rayo petrificador. Fue la cuarta persona revivida 3700 años después de Tsukasa, aunque en un principio iba a ser la tercera, pero justo en el momento que Senku y Taiju lo iban a hacer bajo el árbol en el que quedó petrificada, una manada de leones los atacó y tuvieron que revivir a Tsukasa para poder sobrevivir al ataque. Una vez revivida pasó un tiempo hasta que tuvo que separarse de Senku y marchar junto a Taiju al reino de Tsukasa a esperar a que Senku consiguiera construir el reino científico y volver a reunirse con ellos.
Gen Asagiri (あさぎり ゲン (浅霧 幻) Asagiri Gen?)
Seiyu: Kengo Kawanishi
Mentalista - Mago del mundo antiguo, fue revivido por Tsukasa y llegó a la aldea. Luego se alió con Senku a cambio de una gaseosa. Tiene medio cabello blanco y medio negro.
Kinro
Guardia de la aldea, llevaba una lanza de oro hasta que se quebró.
Ginro
Hermano cobarde de Kinro. Es muy vago. A pesar de todo, fue muy valiente cuando buscaban ácido sulfhídrico .
Ruri (ルリ?)
Seiyu: Reina Ueda
Hermana mayor de Kohaku. Es la sacerdotisa de la aldea Ishigami. Padecía pulmonía hasta mediados de la primera temporada. Se casó con Senku cuando éste ganó los juegos y se divorció en minutos luego fue curada y Senku fue renombrado líder.
Kaseki
Viejo artesano de la aldea que al emocionarse se vuelve fuerte.
Ryusui
Es el hijo del dueño del Conglomerado Nanami. Fue un niño mimado durante su infancia. Es revivido para ser el capitán del Perseo. Se convierte en uno de los personajes más importantes a partir de la temporada 3.
Luna Wright
Es una ex residente de la colonia estadounidense, se infiltro como espía al barco de Senku, pero esta al estar interesada en los chicos inteligentes se enamoró del Senku, y utilizando sus vagos conocimientos en medicina cuidó de él con la condición de que aceptara ser su novia, este aceptó con la intención de utilizarla como ventaja táctica, ya que como hombre de ciencia no le interesan cuestiones vagas como el enamoramiento, convirtiéndose en una aliada importante para el reino científico.
Xeno Houston Wingfield
Principal antagonista del arco de la Nueva Ciudad Estadounidense. Es un científico de la Nasa, Licenciado en Ciencias Naturales el cual fue el mentor de Senku Ishigami antes del evento de petrificación global. Xeno está motivado a usar su conocimiento científico para apoderarse del mundo. Después del evento de petrificación en la Tierra, Xeno y sus subordinados crearon un territorio en los Estados Unidos y tienen la intención de apoderarse del mundo. Luego de eso, se convirtió en un aliado del Reino de la Ciencia, ayudando a Senku y sus amigos en su viaje para llegar a Why-man.
Why-man
Es el antagonista principal de la historia. Un organismo biomecánico con orígenes extraterrestres que estaba detrás de las misteriosas y poderosas ondas de radio y es la causa de la petrificación que tuvo lugar hace más de tres mil años.

## Producción
Riichiro Inagaki comenzó a trabajar en el Dr. Stone con la idea inicial de crear un protagonista que se consideraba un personaje relativamente normal a diferencia de muchos otros dentro del género. Decidió que su mejor enfoque con la creación de Senku era crear un personaje que fuera ambicioso y decidió impulsarse activamente a sí mismos a través del trabajo duro para cumplir sus objetivos. También quería crear un personaje que se pareciera mucho al personaje Agon Kongo de su propia serialización de manga Eyeshield 21 en términos de personalidad y características y sintió que era apropiado para el entorno elegido. Inagaki estaba personalmente fascinado por el tema de la ciencia cuando era niño y buscaba crear una historia basada en la ciencia con fines de entretenimiento que también contara temas y mensajes comunes que serían convincentes para el público. En cuanto a las influencias, Inagaki declaró que Video Girl Ai era una serie que tuvo un impacto significativo en el desarrollo de la historia.
Inagaki trabaja de forma remota con su ilustrador Boichi, en el que el primero envía sus propios guiones gráficos creados al segundo a través de su propio editor. Para cuando la pareja comenzó a trabajar en la serie, Inagaki ya estaba bastante familiarizado con el trabajo de Boichi como artista e inicialmente tuvo dificultades para expresar sus ideas para que su colaborador las ilustrara, a menudo sin saber cómo dibujar algunos de los inventos de Senku y cómo hacerlos sentir impresionantes. Mientras desarrollaba el escenario de la serie, Boichi se cautivó imaginando cómo crear el aspecto de un Japón futurista ambientado 3700 años después de que la humanidad se convirtiera en piedra. Se conformó con la idea de crear un vasto mundo hermoso en el que la naturaleza de Japón se quedara desnombra debido a la pérdida de la influencia de la humanidad. Cuando se le preguntó sobre las precisiones científicas, Inagaki reveló que tanto él como Boichi han llevado a cabo investigaciones sobre el tema durante el desarrollo de la serie, al tiempo que recibieron ayuda de un consultor.

### Adaptación
El director Shinya Iino expresó que uno de los desafíos con la adaptación de la serie a la animación era determinar cómo aparecerían los fondos en un medio diferente. Él afirmaría que Boichi había proporcionado su ayuda enviando sus propios bocetos como una forma de facilitar el proceso de adaptación. Lino también afirmaría que el tema de la ciencia que aparece en el manga capturó su atención en la serie, ya que no era un tema que apareciera en muchas otras series shōnen.

## Contenido

### Manga
La obra fue escrita por Riichiro Inagaki y el dibujo corre a cargo de Boichi. El manga comenzó a serializarse en las páginas de la Shonen Jump desde el 6 de marzo de 2017 y, hasta marzo de 2022, ha recopilado veinticinco Tankōbon. Fue una de la serie de propuestas de historias que Inagaki llevó a su editor, que lo eligió porque no tenía idea de cómo se desarrollaría. Se le acercó a Boichi, que estaba buscando una historia en la que trabajar, cuando Inagaki (un fanático de su arte) terminó los guiones gráficos del capítulo 3.
En su panel en Anime Boston, Viz Media anunció su licencia del manga y el primer volumen se publicó en septiembre de 2018. Shueisha comenzó a publicar simultáneamente la serie en inglés en el sitio web y la aplicación Manga Plus en enero de 2019.
En octubre de 2019, se anunció que una miniserie derivada con nueve capítulos llamada Dr. Stone Reboot: Byakuya, que debutaría el 28 de octubre en el número 48 de la Weekly Shōnen Jump de Shueisha con historia y arte de Boichi. Al igual que con la serie principal, el spin-off también se lanzó en el servicio Manga Plus de Shueisha. Viz Media también publicó la serie en su plataforma digital Shonen Jump.  La serie finalizó el 23 de diciembre de 2019. El 4 de marzo de 2020 se lanzó un volumen de tankōbon recolectado.

### Anime
El 19 de noviembre de 2018 se anunció una adaptación de anime en el número 51 de la Weekly Shōnen Jump.  La serie está animada por TMS Entertainment, con Shinya Iino como director, Yuichiro Kido como guionista y Yuko Iwasa como diseñadora de personajes. Tatsuya Kato, Hiroaki Tsutsumi y Yuki Kanesaka compusieron la música de la serie. La serie se emitió del 5 de julio al 13 de diciembre de 2019 en Tokyo MX y otros canales.  Se emitió durante 24 episodios. El primer tema de apertura es "Good Morning World!" por Burnout Syndromes, mientras que el primer tema final de la serie es "Life" de Rude-α.  El segundo tema inicial es "Sangenshoku" de Pelican Fanclub, mientras que el segundo tema final de la serie es "Yume No Youna" de Saeki YouthK.
Segunda Temporada
Se anunció una segunda temporada de la adaptación de anime después del final de la primera temporada.  La segunda temporada se centró en la historia del arco "Stone Wars" del manga. Oficialmente titulado Dr. STONE: Stone Wars,  la segunda temporada se estrenó en enero de 2021 y cuenta con 11 episodios.
El tema de apertura de la segunda temporada es "Rakuen" de Fujifabric, mientras que el tema final de la segunda temporada es "Koe?" por HATENA.
Se anunció una secuela de la serie después de que se emitiera el último episodio de la segunda temporada. Un especial de televisión titulado Dr. Stone: Ryusui que se centra en el personaje Ryusui Nanami se estrenó el 10 de julio de 2022 en Japón.
En el evento Jump Festa 2022, se reveló que una tercera temporada se estrenaría en 2023.
Tercera Temporada
Después de la emisión del especial, se reveló que el título de la tercera temporada sería Dr. Stone: New World. Se estrenó el 6 de abril de 2023 y constará de dos cours divididos.
La primera parte de la tercera temporada se emitió entre el 6 de abril y el 15 de junio de 2023, cuenta con 11 episodios. La segunda parte empezó su emisión el 12 de octubre de 2023.
La serie es transmitida por Crunchyroll en todo el mundo fuera de Asia, incluido con doblaje al español latino y Funimation transmitió un simuldub en inglés. El 9 de noviembre de 2020 se estrenó en bloque Toonami por Cartoon Network en Latinoamérica. El 11 de diciembre de 2022, Crunchyroll anunció un doblaje de la serie al castellano.
Cuarta Temporada
Después del episodio final de la tercera temporada, se anunció una cuarta y última temporada, titulada Dr. Stone: Science Future. Su estreno está previsto para 2025 y tendrá una duración de tres cursos divididos. La primera parte se estrenó el 9 de enero de 2025.

## Recepción
Dr. Stone ocupó el puesto 15, junto con Eizōken ni wa Te wo Dasu na!, en una lista de los mejores mangas de 2018 para lectores masculinos elaborada por Kono Manga ga Sugoi.  La serie ocupó el segundo lugar en el cuarto "Tsugi ni Kuru Manga Awards" en 2018. La serie ocupó el puesto número 17 junto a Sweat and Soap y Heterogenia Linguistico ~ Ishuzoku Gengogaku Nyūmon ~ en la lista de los mejores mangas de 2019 para lectores masculinos de Kono Manga ga Sugoi!. En 2019, Dr. Stone ganó el 64 ° Premio Shogakukan Manga para la categoría shōnen.
Barnes & Noble incluyó al Dr. Stone en su lista de "Nuestro manga favorito de 2018".
En noviembre de 2019, Crunchyroll incluyó al Dr. Stone en su "Top 25 de los mejores animes de la década de 2010". IGN también incluyó a Dr. Stone entre las mejores series de anime de la década de 2010. Dr. Stone fue la octava serie de anime más vista en Netflix en Japón en 2019.
Gadget Tsūshin enumeró el eslogan de Senkū "¡Esto es emocionante!" en su lista de palabras de moda de anime de 2019.